# Bryum gemmascens
Bryum gemmascens är en bladmossart som beskrevs av Kindberg 1897. Bryum gemmascens ingår i släktet bryummossor, och familjen Bryaceae. Inga underarter finns listade i Catalogue of Life.